# ISO/IEC 27000 シリーズ
ISO/IEC 27000 シリーズは、国際標準化機構 (ISO) と国際電気標準会議 (IEC) が共同で策定する、情報セキュリティに関する国際規格群である。「ISMS 規格群」または「ISO27k」とも称する。
ISMS（Information Security Management System、情報セキュリティマネジメントシステム）でいう、情報セキュリティの管理・リスク・制御に関するベストプラクティスを提供する。これは、品質保証における ISO 9000 や、環境保護における ISO 14000 と同様の位置づけにある。
このシリーズの対象とする範囲は広く、プライバシー、機密、情報技術におけるセキュリティ問題などをカバーしている。あらゆる規模と形態の組織に適用可能である。すべての組織は、まず情報セキュリティリスクを評価し、適当な手引きを使って、必要に応じた適切な情報セキュリティ制御を実装することが奨励されている。情報セキュリティは固定的なものではないので、ISMS にはPDCAサイクルによる継続的なフィードバックと改善が導入されている。それによって、情報セキュリティへの各種脅威への対策を変化させていく。

## 制定済みの国際規格
- ISO/IEC 27000 - ISMS 規格群の概要と用語集
- ISO/IEC 27001 - 組織の ISMS を認証するための要求事項
- ISO/IEC 27002 - 情報セキュリティ管理策の実践のための規範
- ISO/IEC 27003 - ISMS 実装ガイド
- ISO/IEC 27004 - 情報セキュリティの監視、測定、解析及び評価
- ISO/IEC 27005 - 情報セキュリティのリスクマネジメント
- ISO/IEC 27006 - ISMS の審査及び認証を行う機関に対する要求事項
- ISO/IEC 27007 - ISMS 監査の指針
- ISO/IEC 27008 - 情報セキュリティ管理策のアセスメントの指針
- ISO/IEC 27010 - 部門間と組織間の通信の ISM
- ISO/IEC 27011 - ISO/IEC 27002 に基づく通信機関の情報セキュリティ管理策の実践の規範
- ISO/IEC 27013 - ISO/IEC 20000-1 と ISO/IEC 27001 を統合する実装における手引
- ISO/IEC 27014 - 情報セキュリティガバナンス
- ISO/IEC 27015 - 金融及び保険サービスに対する ISM の指針
- ISO/IEC 27017 - ISO/IEC 27002 に基づくクラウドサービスのための情報セキュリティ管理策の実践の規範
- ISO/IEC 27018 - パブリッククラウド上の個人情報の保護の実践のための規範
- ISO/IEC 27019 - エネルギーユーティリティ業界向けの情報セキュリティ管理
- ISO/IEC 27021 - 情報セキュリティマネジメントシステム専門家の力量の要求事項
- ISO/IEC 27022 - 情報セキュリティマネジメントシステムの手続の手引き
- ISO/IEC 27023 - ISO/IEC 27001 及び ISO/IEC 27002 の改訂版の対応
- ISO/IEC 27025 - プログラムマネジメント ― 品質保証の要求事項
- ISO/IEC 27026 - プログラムマネジメント ― プロジェクト管理構造の内訳
- ISO/IEC 27027 - ソリッドステートリモート電源制御器 ― 一般的パフォーマンスの要求事項
- ISO/IEC 27030 - IoTのセキュリティ及びプライバシーの指針
- ISO/IEC 27031 - 事業連続性のための通信技術準備の指針
- ISO/IEC 27032 - サイバーセキュリティの指針
- ISO/IEC 27033 - ネットワークセキュリティ。複数の部から成る規格群。
- ISO/IEC 27034 - アプリケーションセキュリティの手引き。複数の部から成る規格群。
- ISO/IEC 27035 - インシデント管理。複数の部から成る規格群。
- ISO/IEC 27036 - 供給者との関係。複数の部から成る規格群。
- ISO/IEC 27037 - ディジタル証拠の識別、収集、取得、及び保存の指針
- ISO/IEC 27038 - ディジタルリダクションの仕様
- ISO/IEC 27039 - 侵入検知及び防止システム（IDPS）の選択、導入及び運用
- ISO/IEC 27040 - 記憶媒体のセキュリティ
- ISO/IEC 27041 - インシデント調査方法の適合性及び妥当性の保証の手引
- ISO/IEC 27042 - ディジタル証拠解析と解釈の手引
- ISO/IEC 27043 - インシデント研究の原則とプロセス
- ISO/IEC 27050 - 電子的な発見。複数の部から成る規格群。
- ISO 27799 - ISO/IEC 27002 を用いた健康情報の情報セキュリティマネジメント
- ISO 27789 - 電子健康記録の監査証跡

## 準備中の国際規格
- ISO/IEC WD 27009
- ISO/IEC DTR 27016 - 組織の経済性